# 陣内誠
陣内 誠（じんない まこと、1951年（昭和26年）11月30日 - ）は、元フジテレビアナウンサー。

## 来歴・人物
神奈川県横浜市出身。血液型はO型。趣味・特技はサッカー、競馬、読書。
神奈川県立多摩高等学校、慶應義塾大学経済学部卒業後、1976年4月にフジテレビ入社。同期は福井謙二（元アナウンス担当局長）と長沢美雪。入社後にはアナウンス室に所属し、スポーツや報道などを担当した。1994年、営業局など別部署に7年間在籍した後、2001年7月にアナウンス室に室長として復帰。管理職専任のため、番組にはほとんど出演しなかった。2005年7月1日をもって番組審議室へ異動し、番組審議室長に就任。2010年7月5日付でスタジオアルタ代表取締役専務に就任し、2015年まで務めた。

## 出演番組
報道・情報番組
| 期間         | 期間          | 番組名                   | 役職           | 担当日     |
| ------------ | ------------- | ------------------------ | -------------- | ---------- |
| 1981年4月1日 | 1982年3月31日 | 小川宏ショー             | 司会           | 平日       |
| 1982年4月1日 | 1985年3月29日 | ワイドワイドフジ         | 司会           | 平日       |
| 1985年4月6日 | 1986年9月28日 | FNNスーパータイム        | キャスター     | 休日       |
| 1985年4月6日 | 1986年3月30日 | FNNニュース・明日の天気  | キャスター     | 休日       |
| 1985年4月6日 | 1986年3月30日 | FNNニュースレポート23:30 | キャスター     | 休日       |
| 1992年4月2日 | 1993年3月26日 | FNNスピーク              | 外信キャスター | 木・金曜日 |

バラエティ・特別番組・スポーツ中継実況
- 競馬中継
- その他のスポーツ中継（プロ野球、サッカー ほか）
- ドリフ大爆笑（1986年2月25日放送、ニュース番組関連のコント）
- ウゴウゴルーガ - ウゴウゴくんが休みの際に「ウゴウゴまこと君」として1週間出演。その後、番組末期の全編CG不使用の回に1度出演。この番組を最後にアナウンス室を一時離れ、営業の部署に異動した。
- 夢がMORI MORI - スーパーキックベースに参加。
- トリビアの泉 〜素晴らしきムダ知識〜 - アナウンス室長時代、「トリビアの種」のコーナーで「アナウンサーが読みにくい言葉」について取り上げた時に出演。